# Ľubá
Ľubá és un poble i municipi d'Eslovàquia que es troba a la regió de Nitra, al sud-oest del país. El 2021 tenia 404 habitants.

## Història
La primera menció escrita de la vila es remunta al 1247.

## Demografia
| Godina             | 1994 | 2004  | 2014   | 2024   |
| ------------------ | ---- | ----- | ------ | ------ |
| Nombre de persones | 440  | 451   | 435    | 407    |
| Diferència         |      | +2,5% | −3,54% | −6,43% |

| Godina             | 2023 | 2024   |
| ------------------ | ---- | ------ |
| Nombre de persones | 405  | 407    |
| Diferència         |      | +0,49% |